# Shazhou zhen
Shazhou zhen (chinois : 沙州镇 ; pinyin : shāzhōu zhèn) est un bourg et centre urbain de la ville-district de Dunhuang, préfecture de Jiuquan dans la province du Gansu, en République populaire de Chine.